# Élections municipales de 2026 en Saône-et-Loire
Pour un article plus général, voir Élections municipales françaises de 2026.
Les élections municipales en Saône-et-Loire sont prévues en mars 2026. Cette page ne traite que les communes de 3 000 habitants et plus en Saône-et-Loire.

## Résultats à l'échelle du département

### Maires sortants et maires élus
| Commune                 | Population (en 2022) | Maire sortant(e)      | Parti | Parti | Maire élu(e) | Parti | Parti |
| ----------------------- | -------------------- | --------------------- | ----- | ----- | ------------ | ----- | ----- |
| Autun                   | 13 144               | Vincent Chauvet       |       | MoDem |              |       |       |
| Blanzy                  | 5 983                | Hervé Mazurek         |       | DVG   |              |       |       |
| Bourbon-Lancy           | 4 656                | Édith Gueugneau       |       | DVG   |              |       |       |
| Le Breuil               | 3 508                | Chantal Cordelier     |       | PS    |              |       |       |
| Chagny                  | 5 402                | Sébastien Laurent     |       | DVD   |              |       |       |
| Chalon-sur-Saône        | 44 592               | Gilles Platret        |       | LR    |              |       |       |
| La Chapelle-de-Guinchay | 4 038                | Hervé Carreau         |       | DVD   |              |       |       |
| Charnay-lès-Mâcon       | 8 154                | Christine Robin       |       | UDI   |              |       |       |
| Châtenoy-le-Royal       | 6 205                | Vincent Bergeret      |       | LR    |              |       |       |
| Chauffailles            | 3 656                | Stéphanie Dumoulin    |       | SE    |              |       |       |
| Cluny                   | 4 980                | Marie Fauvet          |       | DVG   |              |       |       |
| Crêches-sur-Saône       | 3 179                | Michel Berthet        |       | SE    |              |       |       |
| Le Creusot              | 20 536               | David Mart            |       | PS    |              |       |       |
| Digoin                  | 7 380                | David Bême            |       | DVD   |              |       |       |
| Givry                   | 3 623                | Giovanni Lanni        |       | SE    |              |       |       |
| Gueugnon                | 6 547                | Dominique Lotte       |       | PS    |              |       |       |
| Louhans                 | 6 483                | Frédéric Bouchet      |       | LR    |              |       |       |
| Mâcon                   | 34 759               | Jean-Patrick Courtois |       | LR    |              |       |       |
| Montceau-les-Mines      | 16 946               | Marie-Claude Jarrot   |       | HOR   |              |       |       |
| Montchanin              | 4 982                | Yohann Cassier        |       | PS    |              |       |       |
| Ouroux-sur-Saône        | 3 183                | Jean-Michel Desmard   |       | LR    |              |       |       |
| Paray-le-Monial         | 9 256                | Jean-Marc Nesme       |       | LR    |              |       |       |
| Saint-Marcel            | 6 211                | Raymond Burdin        |       | LR    |              |       |       |
| Saint-Rémy              | 6 476                | Florence Plissonnier  |       | DVD   |              |       |       |
| Saint-Vallier           | 8 508                | Alain Philibert       |       | PCF   |              |       |       |
| Sanvignes-les-Mines     | 4 265                | Jean-Claude Lagrange  |       | PS    |              |       |       |
| Tournus                 | 5 702                | Bertrand Veau         |       | DVG   |              |       |       |

### Résultats en nombre de maires
| Partis       | Partis                               | Maires sortants | Maires élus | Évolution |
| ------------ | ------------------------------------ | --------------- | ----------- | --------- |
|              | Les Républicains                     | 7               |             |           |
|              | Divers droite                        | 4               |             |           |
| Total droite | Total droite                         | 11              |             |           |
|              | Parti socialiste                     | 5               |             |           |
|              | Divers gauche                        | 4               |             |           |
|              | Parti communiste français            | 1               |             |           |
| Total gauche | Total gauche                         | 10              |             |           |
|              | Horizons                             | 1               |             |           |
|              | Mouvement démocrate                  | 1               |             |           |
|              | Union des démocrates et indépendants | 1               |             |           |
| Total centre | Total centre                         | 3               |             |           |
|              | Sans étiquette                       | 3               |             |           |
| Total        | Total                                | 27              | 27          | -         |

## Résultats dans les communes de plus de 3 000 habitants

### Autun
- Maire sortant : Vincent Chauvet (MoDem)
- 33 sièges à pourvoir au conseil municipal (population légale 2022 : 13 144 habitants)
- 25 sièges à pourvoir au conseil communautaire (CC du Grand Autunois Morvan)

| Tête de liste | Tête de liste | Parti(s) | Nuance | Premier tour | Premier tour | Second tour | Second tour | Sièges | Sièges |
| Tête de liste | Tête de liste | Parti(s) | Nuance | Voix         | %            | Voix        | %           | CM     | CC     |
| ------------- | ------------- | -------- | ------ | ------------ | ------------ | ----------- | ----------- | ------ | ------ |

### Blanzy
- Maire sortant : Hervé Mazurek (DVG)
- 29 sièges à pourvoir au conseil municipal (population légale 2022 : 5 983 habitants)
- 4 sièges à pourvoir au conseil communautaire (CU Creusot Montceau)

| Tête de liste | Tête de liste | Parti(s) | Nuance | Premier tour | Premier tour | Second tour | Second tour | Sièges | Sièges |
| Tête de liste | Tête de liste | Parti(s) | Nuance | Voix         | %            | Voix        | %           | CM     | CC     |
| ------------- | ------------- | -------- | ------ | ------------ | ------------ | ----------- | ----------- | ------ | ------ |

### Bourbon-Lancy
- Maire sortante : Édith Gueugneau (DVG)
- 27 sièges à pourvoir au conseil municipal (population légale 2022 : 4 656 habitants)
- 11 sièges à pourvoir au conseil communautaire (CC entre Arroux, Loire et Somme)

| Tête de liste | Tête de liste | Parti(s) | Nuance | Premier tour | Premier tour | Second tour | Second tour | Sièges | Sièges |
| Tête de liste | Tête de liste | Parti(s) | Nuance | Voix         | %            | Voix        | %           | CM     | CC     |
| ------------- | ------------- | -------- | ------ | ------------ | ------------ | ----------- | ----------- | ------ | ------ |

### Le Breuil
- Maire sortante : Chantal Cordelier (PS)
- 27 sièges à pourvoir au conseil municipal (population légale 2022 : 3 508 habitants)
- 2 sièges à pourvoir au conseil communautaire (CU Creusot Montceau)

| Tête de liste | Tête de liste | Parti(s) | Nuance | Premier tour | Premier tour | Second tour | Second tour | Sièges | Sièges |
| Tête de liste | Tête de liste | Parti(s) | Nuance | Voix         | %            | Voix        | %           | CM     | CC     |
| ------------- | ------------- | -------- | ------ | ------------ | ------------ | ----------- | ----------- | ------ | ------ |

### Chagny
- Maire sortant : Sébastien Laurent (DVD)
- 29 sièges à pourvoir au conseil municipal (population légale 2022 : 5 402 habitants)
- 7 sièges à pourvoir au conseil communautaire (CA Beaune Côte et Sud)

| Tête de liste | Tête de liste | Parti(s) | Nuance | Premier tour | Premier tour | Second tour | Second tour | Sièges | Sièges |
| Tête de liste | Tête de liste | Parti(s) | Nuance | Voix         | %            | Voix        | %           | CM     | CC     |
| ------------- | ------------- | -------- | ------ | ------------ | ------------ | ----------- | ----------- | ------ | ------ |

### Chalon-sur-Saône
- Maire sortant : Gilles Platret (LR)
- 43 sièges à pourvoir au conseil municipal (population légale 2022 : 44 592 habitants)
- 34 sièges à pourvoir au conseil communautaire (Le Grand Chalon)

| Tête de liste | Tête de liste | Parti(s) | Nuance | Premier tour | Premier tour | Second tour | Second tour | Sièges | Sièges |
| Tête de liste | Tête de liste | Parti(s) | Nuance | Voix         | %            | Voix        | %           | CM     | CC     |
| ------------- | ------------- | -------- | ------ | ------------ | ------------ | ----------- | ----------- | ------ | ------ |

### La Chapelle-de-Guinchay
- Maire sortant : Hervé Carreau (DVD)
- 27 sièges à pourvoir au conseil municipal (population légale 2022 : 4 038 habitants)
- 3 sièges à pourvoir au conseil communautaire (Mâconnais Beaujolais Agglomération)

| Tête de liste | Tête de liste | Parti(s) | Nuance | Premier tour | Premier tour | Second tour | Second tour | Sièges | Sièges |
| Tête de liste | Tête de liste | Parti(s) | Nuance | Voix         | %            | Voix        | %           | CM     | CC     |
| ------------- | ------------- | -------- | ------ | ------------ | ------------ | ----------- | ----------- | ------ | ------ |

### Charnay-lès-Mâcon
- Maire sortante : Christine Robin (UDI)
- 29 sièges à pourvoir au conseil municipal (population légale 2022 : 8 154 habitants)
- 6 sièges à pourvoir au conseil communautaire (Mâconnais Beaujolais Agglomération)

| Tête de liste | Tête de liste | Parti(s) | Nuance | Premier tour | Premier tour | Second tour | Second tour | Sièges | Sièges |
| Tête de liste | Tête de liste | Parti(s) | Nuance | Voix         | %            | Voix        | %           | CM     | CC     |
| ------------- | ------------- | -------- | ------ | ------------ | ------------ | ----------- | ----------- | ------ | ------ |

### Châtenoy-le-Royal
- Maire sortant : Vincent Bergeret (LR)
- 29 sièges à pourvoir au conseil municipal (population légale 2022 : 6 205 habitants)
- 4 sièges à pourvoir au conseil communautaire (Le Grand Chalon)

| Tête de liste | Tête de liste | Parti(s) | Nuance | Premier tour | Premier tour | Second tour | Second tour | Sièges | Sièges |
| Tête de liste | Tête de liste | Parti(s) | Nuance | Voix         | %            | Voix        | %           | CM     | CC     |
| ------------- | ------------- | -------- | ------ | ------------ | ------------ | ----------- | ----------- | ------ | ------ |

### Chauffailles
- Maire sortante : Stéphanie Dumoulin (SE)
- 27 sièges à pourvoir au conseil municipal (population légale 2022 : 3 656 habitants)
- 11 sièges à pourvoir au conseil communautaire (CC Brionnais Sud Bourgogne)

| Tête de liste | Tête de liste | Parti(s) | Nuance | Premier tour | Premier tour | Second tour | Second tour | Sièges | Sièges |
| Tête de liste | Tête de liste | Parti(s) | Nuance | Voix         | %            | Voix        | %           | CM     | CC     |
| ------------- | ------------- | -------- | ------ | ------------ | ------------ | ----------- | ----------- | ------ | ------ |

### Cluny
- Maire sortante : Marie Fauvet (DVG)
- 29 sièges à pourvoir au conseil municipal (population légale 2022 : 4 980 habitants)
- 17 sièges à pourvoir au conseil communautaire (CC du Clunisois)

| Tête de liste | Tête de liste | Parti(s) | Nuance | Premier tour | Premier tour | Second tour | Second tour | Sièges | Sièges |
| Tête de liste | Tête de liste | Parti(s) | Nuance | Voix         | %            | Voix        | %           | CM     | CC     |
| ------------- | ------------- | -------- | ------ | ------------ | ------------ | ----------- | ----------- | ------ | ------ |

### Crêches-sur-Saône
- Maire sortant : Michel Berthet (SE)
- 23 sièges à pourvoir au conseil municipal (population légale 2022 : 3 179 habitants)
- 2 sièges à pourvoir au conseil communautaire (Mâconnais Beaujolais Agglomération)

| Tête de liste | Tête de liste | Parti(s) | Nuance | Premier tour | Premier tour | Second tour | Second tour | Sièges | Sièges |
| Tête de liste | Tête de liste | Parti(s) | Nuance | Voix         | %            | Voix        | %           | CM     | CC     |
| ------------- | ------------- | -------- | ------ | ------------ | ------------ | ----------- | ----------- | ------ | ------ |

### Le Creusot
- Maire sortant : David Mart (PS)
- 35 sièges à pourvoir au conseil municipal (population légale 2022 : 20 536 habitants)
- 14 sièges à pourvoir au conseil communautaire (CU Creusot Montceau)

| Tête de liste | Tête de liste | Parti(s) | Nuance | Premier tour | Premier tour | Second tour | Second tour | Sièges | Sièges |
| Tête de liste | Tête de liste | Parti(s) | Nuance | Voix         | %            | Voix        | %           | CM     | CC     |
| ------------- | ------------- | -------- | ------ | ------------ | ------------ | ----------- | ----------- | ------ | ------ |

### Digoin
- Maire sortant : David Bême (DVD)
- 29 sièges à pourvoir au conseil municipal (population légale 2022 : 7 380 habitants)
- 13 sièges à pourvoir au conseil communautaire (CC Le Grand Charolais)

| Tête de liste | Tête de liste | Parti(s) | Nuance | Premier tour | Premier tour | Second tour | Second tour | Sièges | Sièges |
| Tête de liste | Tête de liste | Parti(s) | Nuance | Voix         | %            | Voix        | %           | CM     | CC     |
| ------------- | ------------- | -------- | ------ | ------------ | ------------ | ----------- | ----------- | ------ | ------ |

### Givry
- Maire sortant : Giovanni Lanni (SE)
- 27 sièges à pourvoir au conseil municipal (population légale 2022 : 3 623 habitants)
- 2 sièges à pourvoir au conseil communautaire (Le Grand Chalon)

| Tête de liste | Tête de liste | Parti(s) | Nuance | Premier tour | Premier tour | Second tour | Second tour | Sièges | Sièges |
| Tête de liste | Tête de liste | Parti(s) | Nuance | Voix         | %            | Voix        | %           | CM     | CC     |
| ------------- | ------------- | -------- | ------ | ------------ | ------------ | ----------- | ----------- | ------ | ------ |

### Gueugnon
- Maire sortant : Dominique Lotte (PS)
- 29 sièges à pourvoir au conseil municipal (population légale 2022 : 6 547 habitants)
- 15 sièges à pourvoir au conseil communautaire (CC entre Arroux, Loire et Somme)

| Tête de liste | Tête de liste | Parti(s) | Nuance | Premier tour | Premier tour | Second tour | Second tour | Sièges | Sièges |
| Tête de liste | Tête de liste | Parti(s) | Nuance | Voix         | %            | Voix        | %           | CM     | CC     |
| ------------- | ------------- | -------- | ------ | ------------ | ------------ | ----------- | ----------- | ------ | ------ |

### Louhans
- Maire sortant : Frédéric Bouchet (LR)
- 29 sièges à pourvoir au conseil municipal (population légale 2022 : 6 483 habitants)
- 10 sièges à pourvoir au conseil communautaire (Bresse Louhannaise Intercom')

| Tête de liste | Tête de liste | Parti(s) | Nuance | Premier tour | Premier tour | Second tour | Second tour | Sièges | Sièges |
| Tête de liste | Tête de liste | Parti(s) | Nuance | Voix         | %            | Voix        | %           | CM     | CC     |
| ------------- | ------------- | -------- | ------ | ------------ | ------------ | ----------- | ----------- | ------ | ------ |

### Mâcon
- Maire sortant : Jean-Patrick Courtois (LR)
- 39 sièges à pourvoir au conseil municipal (population légale 2022 : 34 759 habitants)
- 31 sièges à pourvoir au conseil communautaire (Mâconnais Beaujolais Agglomération)

| Tête de liste | Tête de liste | Parti(s) | Nuance | Premier tour | Premier tour | Second tour | Second tour | Sièges | Sièges |
| Tête de liste | Tête de liste | Parti(s) | Nuance | Voix         | %            | Voix        | %           | CM     | CC     |
| ------------- | ------------- | -------- | ------ | ------------ | ------------ | ----------- | ----------- | ------ | ------ |

### Montceau-les-Mines
- Maire sortante : Marie-Claude Jarrot (HOR)
- 33 sièges à pourvoir au conseil municipal (population légale 2022 : 16 946 habitants)
- 12 sièges à pourvoir au conseil communautaire (CU Creusot Montceau)

| Tête de liste | Tête de liste | Parti(s) | Nuance | Premier tour | Premier tour | Second tour | Second tour | Sièges | Sièges |
| Tête de liste | Tête de liste | Parti(s) | Nuance | Voix         | %            | Voix        | %           | CM     | CC     |
| ------------- | ------------- | -------- | ------ | ------------ | ------------ | ----------- | ----------- | ------ | ------ |

### Montchanin
- Maire sortant : Yohann Cassier (PS)
- 27 sièges à pourvoir au conseil municipal (population légale 2022 : 4 982 habitants)
- 3 sièges à pourvoir au conseil communautaire (CU Creusot Montceau)

| Tête de liste | Tête de liste | Parti(s) | Nuance | Premier tour | Premier tour | Second tour | Second tour | Sièges | Sièges |
| Tête de liste | Tête de liste | Parti(s) | Nuance | Voix         | %            | Voix        | %           | CM     | CC     |
| ------------- | ------------- | -------- | ------ | ------------ | ------------ | ----------- | ----------- | ------ | ------ |

### Ouroux-sur-Saône
- Maire sortant : Jean-Michel Desmard (LR)
- 23 sièges à pourvoir au conseil municipal (population légale 2022 : 3 183 habitants)
- 5 sièges à pourvoir au conseil communautaire (CC Terres de Bresse)

| Tête de liste | Tête de liste | Parti(s) | Nuance | Premier tour | Premier tour | Second tour | Second tour | Sièges | Sièges |
| Tête de liste | Tête de liste | Parti(s) | Nuance | Voix         | %            | Voix        | %           | CM     | CC     |
| ------------- | ------------- | -------- | ------ | ------------ | ------------ | ----------- | ----------- | ------ | ------ |

### Paray-le-Monial
- Maire sortant : Jean-Marc Nesme (LR)
- 29 sièges à pourvoir au conseil municipal (population légale 2022 : 9 256 habitants)
- 14 sièges à pourvoir au conseil communautaire (CC Le Grand Charolais)

| Tête de liste | Tête de liste | Parti(s) | Nuance | Premier tour | Premier tour | Second tour | Second tour | Sièges | Sièges |
| Tête de liste | Tête de liste | Parti(s) | Nuance | Voix         | %            | Voix        | %           | CM     | CC     |
| ------------- | ------------- | -------- | ------ | ------------ | ------------ | ----------- | ----------- | ------ | ------ |

### Saint-Marcel
- Maire sortant : Raymond Burdin (LR)
- 29 sièges à pourvoir au conseil municipal (population légale 2022 : 6 211 habitants)
- 4 sièges à pourvoir au conseil communautaire (Le Grand Chalon)

| Tête de liste | Tête de liste | Parti(s) | Nuance | Premier tour | Premier tour | Second tour | Second tour | Sièges | Sièges |
| Tête de liste | Tête de liste | Parti(s) | Nuance | Voix         | %            | Voix        | %           | CM     | CC     |
| ------------- | ------------- | -------- | ------ | ------------ | ------------ | ----------- | ----------- | ------ | ------ |

### Saint-Rémy
- Maire sortante : Florence Plissonnier (DVD)
- 29 sièges à pourvoir au conseil municipal (population légale 2022 : 6 476 habitants)
- 4 sièges à pourvoir au conseil communautaire (Le Grand Chalon)

| Tête de liste | Tête de liste | Parti(s) | Nuance | Premier tour | Premier tour | Second tour | Second tour | Sièges | Sièges |
| Tête de liste | Tête de liste | Parti(s) | Nuance | Voix         | %            | Voix        | %           | CM     | CC     |
| ------------- | ------------- | -------- | ------ | ------------ | ------------ | ----------- | ----------- | ------ | ------ |

### Saint-Vallier
- Maire sortant : Alain Philibert (PCF)
- 29 sièges à pourvoir au conseil municipal (population légale 2022 : 8 508 habitants)
- 5 sièges à pourvoir au conseil communautaire (CU Creusot Montceau)

| Tête de liste | Tête de liste | Parti(s) | Nuance | Premier tour | Premier tour | Second tour | Second tour | Sièges | Sièges |
| Tête de liste | Tête de liste | Parti(s) | Nuance | Voix         | %            | Voix        | %           | CM     | CC     |
| ------------- | ------------- | -------- | ------ | ------------ | ------------ | ----------- | ----------- | ------ | ------ |

### Sanvignes-les-Mines
- Maire sortant : Jean-Claude Lagrange (PS)
- 27 sièges à pourvoir au conseil municipal (population légale 2022 : 4 265 habitants)
- 3 sièges à pourvoir au conseil communautaire (CU Creusot Montceau)

| Tête de liste | Tête de liste | Parti(s) | Nuance | Premier tour | Premier tour | Second tour | Second tour | Sièges | Sièges |
| Tête de liste | Tête de liste | Parti(s) | Nuance | Voix         | %            | Voix        | %           | CM     | CC     |
| ------------- | ------------- | -------- | ------ | ------------ | ------------ | ----------- | ----------- | ------ | ------ |

### Tournus
- Maire sortant : Bertrand Veau (DVG)
- 29 sièges à pourvoir au conseil municipal (population légale 2022 : 5 702 habitants)
- 13 sièges à pourvoir au conseil communautaire (CC Mâconnais-Tournugeois)

| Tête de liste | Tête de liste | Parti(s) | Nuance | Premier tour | Premier tour | Second tour | Second tour | Sièges | Sièges |
| Tête de liste | Tête de liste | Parti(s) | Nuance | Voix         | %            | Voix        | %           | CM     | CC     |
| ------------- | ------------- | -------- | ------ | ------------ | ------------ | ----------- | ----------- | ------ | ------ |